# Behem II
Behem II (Behm II, Bem) – polski herb szlachecki.

## Opis herbu
Na tarczy czterodzielnej w krzyż w polach I i IV czerwonych baran srebrny w lewo;
w polach II i III srebrnych gryf zielony.
W klejnocie nad hełmem w koronie z prawej pół gryfa zielonego, z lewej pół barana wspiętego, srebrnego, w lewo.
Labry: Czerwone, podbite srebrem.

## Najwcześniejsze wzmianki
Nieznane pochodzenie herbu.

## Herbowni
Behem – Behm.